# Jutta Meklenbursko-Střelická
Jutta Meklenbursko-Střelická (německy Jutta zu Mecklenburg-Strelitz, 24. ledna 1880, Nová Střelice – 17. února 1946, Řím) byla meklenburská vévodkyně z vedlejší linie meklenbursko-střelických a provdaná korunní princezna černohorská.

## Život
Vévodkyně Jutta, rodným jménem Augusta Šarlota Jutta Alexandra Georgína Adolfína vévodkyně Meklenbursko-Střelická se narodila 24. ledna 1880 na zámku Neustrelitz jako druhý potomek velkovévody Adolfa Friedricha V. a jeho manželky, velkovévodkyně Alžběty Marie. Spolu se svou sestrou Marií Leopoldinou byly již od útlého dětství chůvami vedeny k přísné etiketě a společenskému chování na zámku Erbgrossherzog v Karlsruhe blízko německo-francouzských hranic a měly pouze malé styky s rodiči. Od 13 let se pravidelně s rodiči, sourozenci a dědečkem Frederikem I., vévodou z Anhaltu (ke kterému měla velice blízký vztah) účastnila diplomatických návštěv v zahraničí i v rámci Německa.

### Manželství
V roce 1898 se vévodkyně Jutta na soukromém večírku v Berlíně seznámila s Danielem Alexandrem Petrovićem-Njegošem, korunním princem černohorským, který byl v Německu na pozvání císařem Viléma II. I přes nemalý věkový rozdíl se mladá vévodkyně do šarmantního a okouzlujícího slovanského prince zamilovala. Korunní princ požádal již po několika týdnech Juttu o ruku a prakticky ihned byla naplánována svatba.
26. července dorazila vévodkyně Jutta do černohorského přístavu Baru. Krátce po příjezdu do země Jutta přestoupila na pravoslavnou víru a přijala jméno Milica Sofie, po celý svůj život však byla známá více pod svým původním jménem. Svatební obřad se konal 27. července 1899 v královské kapli Ćipur v Cetinje v Černé Hoře. Juttiným svědkem byl její budoucí švagr, italský král Viktor Emanuel III. – manžel Danielovy sestry Eleny Alexandry. Dalšími významnými hosty byli např. velkokníže Konstantin Ruský, nevěstin bratr velkovévoda Adolf Fridrich V. a matka Alžběta a dále někteří členové černohorské královské rodiny. Jutta byla oblečena do černohorského národního kroje. Po obřadu prošel svatební průvod městem do královského paláce. Pro Černohorce, kteří svého korunního prince zbožňovali, byla svatba velkou událostí, která se oslavovala ještě dlouho do noci. Po svatbě se Jutta stala černohorskou korunní princeznou a získala titul její královská výsost.
Ani po sedmi letech manželství se Danilo s Juttou stále nedočkali potomka. Příčinou byla tyrosinémie – metabolické onemocnění, která byla u Jutty zjištěna a pár tak zůstal bezdětný až do konce života.

### První světová válka a exil
Během první světové války vedlo Černohorské království ozbrojené konflikty s centrálními mocnostmi, mezi které patřilo i Juttino rodné Německo. V té době žil korunní pár v letním královském paláci v Baru, jenž byl několikrát bombardován rakousko-uherskými letadly. Po anexi Černé Hory a jejím následném začlenění do Království Srbů, Chorvatů a Slovinců odešla královská rodina do exilu nejprve do Itálie a následně do francouzského města Cap d'Antibes. Zde 1. března 1921 zemřel Juttin tchán, otec korunního prince král Nikola I. a na jeho místo hlavy dynastie Petrovićů-Njegošů nastoupil Juttin manžel Daniel, jenž se zároveň stal titulárním králem, již o šest dní později, 7. března 1921 však abdikoval na svou funkci ve prospěch synovce prince Michaela.

### Závěr života
Jutta s Danilem žili ve francouzském exilu až do roku 1935 a poté se přestěhovali do Vídně. V rakouské metropoli vedli velice poklidný a kulturně bohatý život, navštěvovali výstavy a koncerty a mezi úzkou smetánkou si získlali oblibu.
Dne 24. září 1939 ve Vídni zemřel korunní princ Danilo, což byla pro vévodkyni Juttu těžká zkouška. Po manželově smrti se Jutta přestěhovala na žádost své švagrové italské královny Eleny Alexandry do Říma. Zde v poklidu dožila a dne 17. února 1946, sedm let po smrti svého manžela, zemřela. Je pohřbena na římském hřbitově Cimitiero Teutonico v nádherné mohyle společně se svou příbuznou Šarlotou Frederikou Meklenbursko-Zvěřínskou, bývalou dánskou královnou. Jejich mohylu chrání anděl míru. Jutta je jedinou pohřbenou osobou pravoslavného vyznání na tomto hřbitově.

## Vývod z předků
|                              |                                          |  |                             |                                         |  |  |  |  |  |  |  | Karel II. Meklenbursko-Střelický |
|                              |                                          |  |                             |                                         |  |  |  |  |  |  |  |                                  |
|                              | Jiří Meklenbursko-Střelický              |  |                             |                                         |  |  |  |  |  |  |  |                                  |
|                              |                                          |  |                             |                                         |  |  |  |  |  |  |  |                                  |
|                              |                                          |  |                             | Frederika Hesensko-Darmstadtská         |  |  |  |  |  |  |  |                                  |
|                              |                                          |  |                             |                                         |  |  |  |  |  |  |  |                                  |
|                              | Fridrich Vilém Meklenbursko-Střelický    |  |                             |                                         |  |  |  |  |  |  |  |                                  |
|                              |                                          |  |                             |                                         |  |  |  |  |  |  |  |                                  |
|                              |                                          |  |                             | Fridrich Hesensko-Kasselský             |  |  |  |  |  |  |  |                                  |
|                              |                                          |  |                             |                                         |  |  |  |  |  |  |  |                                  |
|                              | Marie Hesensko-Kasselská                 |  |                             |                                         |  |  |  |  |  |  |  |                                  |
|                              |                                          |  |                             |                                         |  |  |  |  |  |  |  |                                  |
|                              |                                          |  |                             | Karolina Nasavsko-Usingenská            |  |  |  |  |  |  |  |                                  |
|                              |                                          |  |                             |                                         |  |  |  |  |  |  |  |                                  |
|                              | Adolf Fridrich V. Meklenbursko-Střelický |  |                             |                                         |  |  |  |  |  |  |  |                                  |
|                              |                                          |  |                             |                                         |  |  |  |  |  |  |  |                                  |
|                              |                                          |  |                             | Jiří III.                               |  |  |  |  |  |  |  |                                  |
|                              |                                          |  |                             |                                         |  |  |  |  |  |  |  |                                  |
|                              | Adolf z Cambridge                        |  |                             |                                         |  |  |  |  |  |  |  |                                  |
|                              |                                          |  |                             |                                         |  |  |  |  |  |  |  |                                  |
|                              |                                          |  |                             | Karolina z Ansbachu                     |  |  |  |  |  |  |  |                                  |
|                              |                                          |  |                             |                                         |  |  |  |  |  |  |  |                                  |
|                              | Augusta z Cambridge                      |  |                             |                                         |  |  |  |  |  |  |  |                                  |
|                              |                                          |  |                             |                                         |  |  |  |  |  |  |  |                                  |
|                              |                                          |  |                             | Fridrich Hesensko-Kasselský             |  |  |  |  |  |  |  |                                  |
|                              |                                          |  |                             |                                         |  |  |  |  |  |  |  |                                  |
|                              | Augusta Hesensko-Kaselská                |  |                             |                                         |  |  |  |  |  |  |  |                                  |
|                              |                                          |  |                             |                                         |  |  |  |  |  |  |  |                                  |
|                              |                                          |  |                             | Karolina Nasavsko-Usingenská            |  |  |  |  |  |  |  |                                  |
|                              |                                          |  |                             |                                         |  |  |  |  |  |  |  |                                  |
| Jutta Meklenbursko-Střelická |                                          |  |                             |                                         |  |  |  |  |  |  |  |                                  |
|                              |                                          |  |                             |                                         |  |  |  |  |  |  |  |                                  |
|                              |                                          |  | Fridrich Anhaltsko-Desavský |                                         |  |  |  |  |  |  |  |                                  |
|                              |                                          |  |                             |                                         |  |  |  |  |  |  |  |                                  |
|                              | Leopold IV. Anhaltský                    |  |                             |                                         |  |  |  |  |  |  |  |                                  |
|                              |                                          |  |                             |                                         |  |  |  |  |  |  |  |                                  |
|                              |                                          |  |                             | Amálie Hesensko-Homburská               |  |  |  |  |  |  |  |                                  |
|                              |                                          |  |                             |                                         |  |  |  |  |  |  |  |                                  |
|                              | Fridrich I. Anhaltský                    |  |                             |                                         |  |  |  |  |  |  |  |                                  |
|                              |                                          |  |                             |                                         |  |  |  |  |  |  |  |                                  |
|                              |                                          |  |                             | Ludvík Karel Pruský                     |  |  |  |  |  |  |  |                                  |
|                              |                                          |  |                             |                                         |  |  |  |  |  |  |  |                                  |
|                              | Bedřiška Vilemína Pruská                 |  |                             |                                         |  |  |  |  |  |  |  |                                  |
|                              |                                          |  |                             |                                         |  |  |  |  |  |  |  |                                  |
|                              |                                          |  |                             | Frederika Meklenbursko-Střelická        |  |  |  |  |  |  |  |                                  |
|                              |                                          |  |                             |                                         |  |  |  |  |  |  |  |                                  |
|                              | Alžběta Anhaltská                        |  |                             |                                         |  |  |  |  |  |  |  |                                  |
|                              |                                          |  |                             |                                         |  |  |  |  |  |  |  |                                  |
|                              |                                          |  |                             | Fridrich Sasko-Altenburský              |  |  |  |  |  |  |  |                                  |
|                              |                                          |  |                             |                                         |  |  |  |  |  |  |  |                                  |
|                              | Eduard Sasko-Altenburský                 |  |                             |                                         |  |  |  |  |  |  |  |                                  |
|                              |                                          |  |                             |                                         |  |  |  |  |  |  |  |                                  |
|                              |                                          |  |                             | Šarlota Georgina Meklenbursko-Střelická |  |  |  |  |  |  |  |                                  |
|                              |                                          |  |                             |                                         |  |  |  |  |  |  |  |                                  |
|                              | Antonie Sasko-Altenburská                |  |                             |                                         |  |  |  |  |  |  |  |                                  |
|                              |                                          |  |                             |                                         |  |  |  |  |  |  |  |                                  |
|                              |                                          |  |                             | Karel von Hohenzollern-Sigmaringen      |  |  |  |  |  |  |  |                                  |
|                              |                                          |  |                             |                                         |  |  |  |  |  |  |  |                                  |
|                              | Amalie von Hohenzollern-Sigmaringen      |  |                             |                                         |  |  |  |  |  |  |  |                                  |
|                              |                                          |  |                             |                                         |  |  |  |  |  |  |  |                                  |
|                              |                                          |  |                             | Marie Antoinette Muratová               |  |  |  |  |  |  |  |                                  |
|                              |                                          |  |                             |                                         |  |  |  |  |  |  |  |                                  |